# Sirenomelie

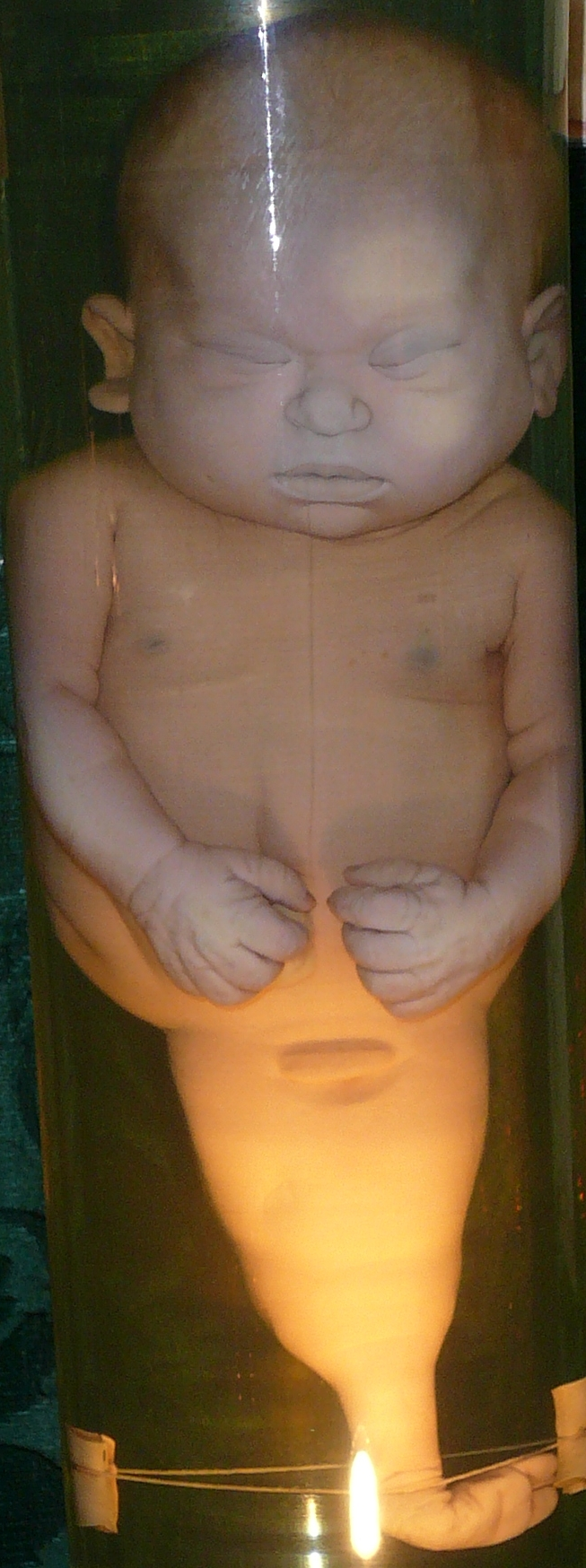
Sirenomelia bij een baby

Sirenomelie (ook wel zeemeerminsyndroom genoemd) is een zeldzame aangeboren afwijking, waarbij de benen van het kind met elkaar vergroeid zitten in een soort zak van vet en weefsel; hierdoor uiterlijk gelijkend op een zeemeermin. Meestal komt deze aangeboren afwijking in combinatie met bijkomende orgaanafwijkingen in de buikholte. De meeste kinderen met dit syndroom overlijden kort na de geboorte.
Er zijn slechts drie gedocumenteerde gevallen bekend waarbij een patiënt met deze aandoening levensvatbaar bleek: Tiffany Yorks uit de VS, Shiloh Pepin uit het Amerikaanse Kennebunkport en Milagros Cerrón uit Peru.
De dertien maanden oude Cerrón werd op 8 februari en op 31 mei 2005 geopereerd voor het scheiden van beide onderste ledematen. Het meisje had verder geen bijkomende orgaanafwijkingen.
Pepin overleed op vrijdag 23 oktober 2009 op 10-jarige leeftijd. Haar benen konden niet gescheiden worden door een verkeerde ligging van de bloedvaten.